# جون فايسه
جون فايسه (بالإنجليزية: John Wiese)‏ هو موسيقي أمريكي، ولد في 18 أبريل 1977 في Fort Leavenworth ‏ في الولايات المتحدة.

## وصلات خارجية
- جون فايسه على موقع ميوزك برينز (الإنجليزية)
- جون فايسه على موقع إن إن دي بي (الإنجليزية)
- جون فايسه على موقع أول ميوزيك (الإنجليزية)
- جون فايسه على موقع ديسكوغز (الإنجليزية)